# 张兴华
张兴华（1922年—），又名张鸿来，山东莒县后竹园村人。中华人民共和国政治人物。

## 生平
1944年2月加入中国共产党，同年参加革命工作，任莒县阎庄区长。1948年9月至1949年10月，担任阎庄区分区委书记。中华人民共和国成立后，先后任莒县副县长，沂水地委机关党委书记，沂水地委组织部、烟台地委组织部副部长，烟台市委秘书长，市文教部长，烟台市副市长，烟台市委常委、宣传部长，烟台地委宣传部副部长兼党校校长，地委办公室副秘书长，烟台地革委会组织组组长。1972年6月任中共莱阳县委副书记，1973年7月至1976年12月，任莱阳县委书记。之后调任中共烟台地委常委、秘书长，烟台市人大常委会副主任。1983年离休。